# ماریا سورین
ماریا سِـوِرین (لهستانی: Maria Seweryn؛ زادهٔ ۲۵ مارس ۱۹۷۵) بازیگر اهل لهستان است.
از فیلم‌ها یا برنامه‌های تلویزیونی که وی در آن نقش داشته‌است، می‌توان به مرد ایده‌آل برای دوست‌دخترم، زنجیره احساسات، یولیا به خانه برمی‌گردد، هیولاهای کراکوف، هفته مقدس و رهبر ارکستر اشاره کرد.